# NGC 792
NGC 792 este o galaxie lenticulară situată în constelația Berbecul. A fost descoperită în 7 septembrie 1828 de către John Herschel. Se află la o distanță de 62,13 de megaparseci de Pământ.